# Bartica
Bartica är en stad i regionen Cuyuni-Mazaruni i norra Guyana. Staden hade 8 004 invånare vid folkräkningen 2012. Den är huvudort i regionen Cuyuni-Mazaruni och ligger i den tropiska regnskogen, vid floderna Cuyuni, Mazaruni och Essequibos sammanflöde. Staden är belägen cirka 68 kilometer sydväst om Georgetown. Ifrån Bartica leder vägar ut mot den omgivande regionens guld- och diamantgruvor.